# Zarsko Selo Sofia
Der Futbolen Klub Zarsko Selo Sofia 2015 war ein bulgarischer Fußballverein aus der Hauptstadt Sofia.

## Geschichte
Der Verein wurde am 1. Juli 2015 gegründet. Die Mannschaft spielte seit 2016 in der B Grupa. Nach einem 3. Platz in der Saison 2017/18 und verlorenen Aufstiegsrelegationsspielen, gewann die Mannschaft 2019 die Meisterschaft und stieg folglich in die A Grupa auf. Nach der Parwa liga 2021/22 mit dem letzten Platz löste sich der Verein auf.

## Erfolge
- Bulgarische Zweitligameisterschaft: 2018/19